# Sexi (Almuñécar)

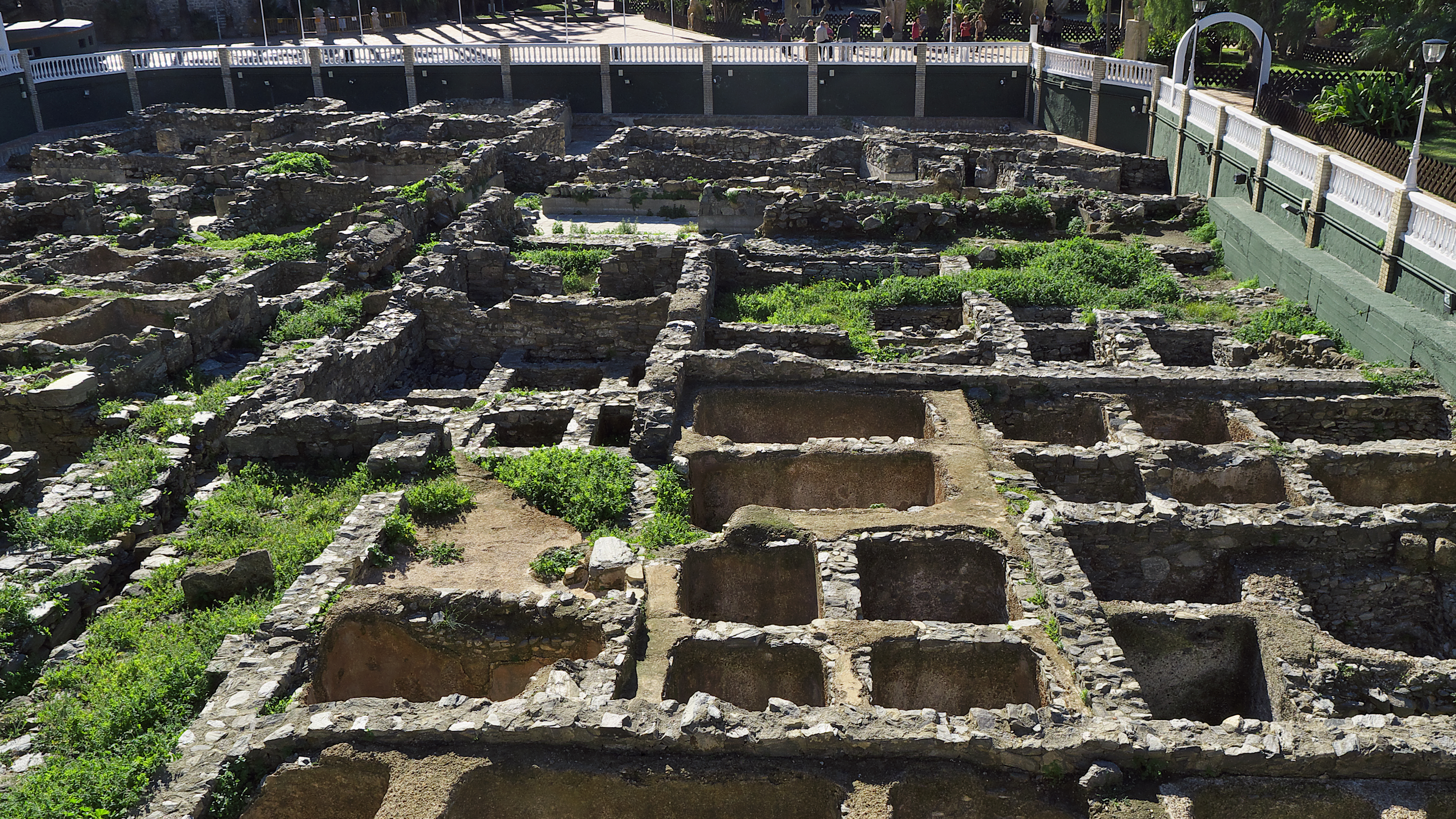
Piletas de la factoría de salazones de pescado y garum en El Majuelo, siglos y

Sexi, Seksi, Sexsi, Sexs, Secks, Eks, Sessi, X, Exit o Ex es la denominación que recibe una colonia fenicia (identificada por las letras fenicias SKS) que habría protagonizado los primeros contactos con los pueblos indígenas de la península ibérica, según informan las fuentes griegas, recogidas por Estrabón. Este asentamiento se encontraría en el territorio de la actual localidad de Almuñécar (costa de la provincia de Granada) y correspondería posteriormente con la ubicación de la ciudad romana Firmun Iulium Sexitanum.
Según Hecateo, Sexi era la ciudad de los mastienos, que habrían pertenecido al "reino de Tartessos", aunque tal expresión no tiene por qué designar en realidad una entidad política estatal.
En época romana, posiblemente tras la batalla de Munda (45 a. C.), la condición jurídica de Sexi pasó de ser la de oppidum stipendiarium a la de municipium de derecho latino, como recompensa por su apoyo al bando cesariano contra el pompeyano; aunque hay autores que opinan que tal promoción no debió ocurrir hasta época de Augusto.
En la Antigüedad Tardía se produce una discontinuidad de la condición urbana de este núcleo de población, que no volverá a tener hasta al menos los siglos X y XI con la ciudad musulmana ya denominada Almuñécar (nuuifna al-Munakkab); aunque su puerto y su fortificación (el hisn Sat) siempre mantuvieron una importancia estratégica (allí desembarcó Abderramán I en 755). El geógrafo Al Udri (siglo XI) testimonia la presencia en el lugar de "numerosas ruinas antiguas", "los vestigios de una acequia" que ascendía el agua hasta un "ídolo" (sanam) y una "fortaleza (hisn) ... antigua y bien defendida".

## Numismática
Sexi emitió moneda de bronce a partir de finales del siglo III a. C., con una numismática similar a la de Gádir (cabeza de Melkart, motivos marinos -atunes, delfines, proa de nave- o astrales) y epigrafía púnica, que pasa a ser neopúnica a finales del siglo II a. C. y latina entre el 105 a. C. y el 50 d. C.

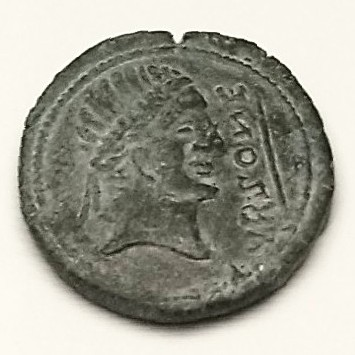
Moneda de bronce de la colonia fenicia de Sexi -
Museo Arqueológico de Almuñécar

## Restos arqueológicos
Los restos arqueológicos que parecen corresponderse con Sexi comprenden un poblado (que habría ocupado el mismo promontorio -oppidum- donde se encuentra en la actualidad el castillo de San Miguel en el casco histórico de Almuñécar, -reforma cristiana de la antigua alcazaba nazarí- con una cronología establecida de la primera mitad del siglo VIII a. C. hasta el Bajo Imperio romano) y tres necrópolis: Cerro de San Cristóbal o necrópolis Laurita (con una cronología establecida hasta la segunda mitad del siglo VII a. C.), Cerro de Velilla o Montevelilla (junto a una necrópolis argárica de la Edad del Bronce, con enterramientos en cista) y Puente de Noy (con una cronología establecida desde la segunda mitad del siglo VII a. C. -solapándose algunos años con la necrópolis del Cerro de San Cristóbal- hasta el siglo I a. C.) Laurita es la única necrópolis fenicia con todos los enterramientos (22 en 20 tumbas de pozo, algunas dobles) en urnas cinerarias de alabastro egipcias; sus inscripciones jeroglíficas corresponden a Osorkon II, Seshonk II y Takeloth II, tres faraones sucesivos de la dinastía XXII (siglo IX a. C.); al ser reutilizadas, su cronología en el yacimiento es posterior. En Puente de Noy se conservan dos sepulturas de cámara o hipogeos y más de un centenar de enterramientos, muchos de los cuales han sufrido saqueos desde la Antigüedad. El ritual de enterramiento pasó de ser la inhumación a ser la incineración en el siglo III a. C.
Además de las tres citadas necrópolis, hay otros importantes vestigios de la Sexi fenicia, cartaginesa y romana: la cueva de los Siete Palacios, musealizada en la actualidad, la factoría de salazones El Majuelo, el acueducto romano de Sexi y el columbario romano Antoniano Rufo o de La Albina.

### Cerámica griega
Al igual que ocurre con Menobora (Mainake), también se relaciona con la colonización griega, encontrándose cerámica griega datable desde el siglo VIII a. C. en adelante.

### Vaso de Apofis
Entre los artefactos arqueológicos hallados en Sexi destaca el Vaso de Apofis I, considerada "la primera fuente escrita comprensible de España", por contener jeroglíficos egipcios de época de ese faraón (siglo XVI a. C.)

## Descubrimiento de los yacimientos
A lo largo de la historia se fueron encontrando piezas de forma esporádica y con pocas referencias contextuales, como un collar de cornalina, ámbar, vidrio, hueso y lignito, posiblemente procedente de alguna tumba de Sexi, que fue hallado y dibujado por Manuel Rodríguez de Berlanga y Rosado hacia 1870; o las estatuas romanas halladas cerca del aljibe del castillo en 1877 ("... thoracato... figura de emperatriz con traje de sacerdotisa... adolescente con toga...")
En 1962, la construcción de una urbanización en la ladera oriental del Cerro de San Cristóbal hizo aparecer unos restos, que inicialmente se dispersaron, pero que en su mayor parte fueron recuperados por Laura de Prieto Moreno, esposa del jefe arquitecto del Patrimonio de Andalucía Oriental, quien hace llegar la noticia al delegado regional de excavaciones arqueológicas José Pita Andrade, catedrático de Arte de la Universidad de Granada. Este pone el hecho en conocimiento de la Dirección General de Bellas Artes de Madrid, y en 1963 se encarga la dirección de la excavación a Manuel Pellicer Catalán, uno de los pioneros en la arqueología fenicio-púnica en España. A partir de ese momento se pudo excavar un sector intacto y descubrir nuevas tumbas, permitiendo la ordenación de los primeros hallazgos. Por la misma época, las catas arqueológicas realizadas en el castillo de San Miguel pemitieron identificar la zona como un núcleo de hábitat que se remontaría al menos hasta el siglo VI a. C.
En 1979 un profesor del instituto de bachillerato local halló y excavó tres tumbas de la necrópolis de Puente de Noy, a lo que siguió una excavación sistemática dirigida por Federico Molina Fajardo, desde ese mismo año.
En 1982, Molina identificó el núcleo urbano con el lugar conocido como Cueva de Siete Palacios. Desde 1984 hasta 2004, Federico Molina ocupó el cargo de arqueólogo municipal, restaurando la Cueva Siete Palacios -convertida en museo arqueológico-, la factoría de salazón de El Majuelo, tramos del acueducto romano de Sexi (Torrecuevas y La Carrera), el columbario romano de La Albina y otros edificios de cronología posterior, como el Castillo de San Miguel y el Palacete de La Najarra (neoárabe, siglo XIX).
Aunque se conocía su existencia y se había prospectado por Molina en 1982, la excavación de la necrópolis de Montevelilla es la más reciente, desde 2017, por Andrés Adroher Aroux e Iván Sánchez.